# Anstalten Beateberg
Beateberg är en kriminalvårdsanstalt av säkerhetsklass 2 på Kassettvägen 1 mellan Skogås och Trångsund, Huddinge kommun. Anläggningen byggdes 1983. Beateberg har 56 slutna platser och 6 öppna platser. Anstalten är bland annat känd från TV-serien FC Z där de intagnas fotbollslag spelade en match mot FC Z.

## Kända fångar
- Carl Thunberg[1]
- Mattias Flink[2]
- John Ausonius[3]
- Jackie Arklöv[4]